# Sky Showcase
Sky Showcase là một kênh truyền hình trả phí của Anh được lên sóng vào ngày 1 tháng 9 năm 2021, cùng với Sky Max. Kênh được quản lý bởi Sky Group, một bộ phận của công ty truyền thông Hoa Kỳ Comcast.

## Lịch sử
Kênh được lên sóng vào ngày 28 tháng 7 năm 2021 để thay thế cho Sky One. Kênh phát sóng các chương trình từ các kênh của Sky - Sky Witness, Sky Documentaries, Sky Crime, Sky Nature, Sky Arts, Sky Max, Sky Comedy, Sky History, Sky Kids, Sky Sci-Fi và E! - cũng như các highlight nổi bật được chọn lọc từ Sky Cinema, Sky News và Sky Sports. Tuy nhiên, thỉnh thoảng kênh sẽ phát sóng cùng một loạt phim với một kênh Sky khác, nhưng sẽ chiếu một tập khác. Kênh đang được Sky coi là kênh hàng đầu của họ và là kênh thay thế cho Sky One, kênh có chương trình được chuyển sang một kênh mới khác - Sky Max - và Sky Comedy. Một phiên bản khác ở Đức được lên sóng vào ngày 4 tháng 8 năm 2022.

## Chương trình

### Chỉ có Sky Showcase
- Vua Julien vạn tuế
- Biệt đội giải cứu rồng
- The Croods: Family Tree
- The Mighty Ones
- Gia đình Simpson

### Chương trình mô phỏng Sky Arts
Mô phỏng với Sky Arts
- Landmark

### Chương trình mô phỏng Sky Comedy
Mô phỏng với Sky Comedy
- American Auto
- And Just Like That...
- Avenue 5
- Breeders
- Code 404
- Futurama
- Last Week Tonight with John Oliver
- Modern Family
- Rosie Molloy Gives Up Everything
- Romantic Getaway
- The Conners
- The Fresh Prince of Bel-Air
- Wellington Paranormal
- Will & Grace
- Young Rock

### Chương trình mô phỏng Sky Crime
Mô phỏng với Sky Crime
- Motorway Patrol
- Nothing to Declare

### Chương trình mô phỏng Sky Documentaries
Mô phỏng với Sky Documentaries
- Hawking and The Bambers: Murder at the Farm

### Chương trình mô phỏng Sky Kids
Mô phỏng với Sky Kids
- Abominable and the Invisible City
- Madagascar: A Little Wild
- Trolls: TrollsTopia

### Chương trình mô phỏng Sky Max
Mô phỏng với Sky Max
- A Discovery of Witches (series 3) (2022)[a]
- A League of Their Own
- Agatha Raisin (series 4) (2021–nay)[a]
- Brassic (series 3–4) (2021–nay)[a]
- COBRA (series 2–3) (2021–nay)[a]
- Football's Funniest Moments
- Frayed (series 2) (2022)[a]
- Hold The Front Page
- Magnum P.I.
- Moominvalley (series 3–4) (2022–nay)[a]
- NCIS: Los Angeles
- NCIS: New Orleans
- Peacemaker
- Resident Alien
- SEAL Team
- Supergirl
- S.W.A.T.
- Temple (series 2) (2021)[a]
- The Blacklist
- The Flash
- The Flight Attendant
- The Lazarus Project (2022)
- The Lost Symbol (2021)
- The Midwich Cuckoos (2022)
- The Rising (2022)
- Wolfe (2021)

### Chương trình mô phỏng Sky Witness
Mô phỏng với Sky Witness
- The Equalizer (2021)

### Chương trình mô phỏng Sky Nature
Mô phỏng với Sky Nature
- Big Cats: An Amazing Animal Family
- Impossible Animals
- Monkey Life
- Shark with Steve Backshall

### Chương trình mô phỏng Sky News
Mô phỏng với Sky News
- Kay Burley
- Sky News at 9
- The Early Rundown

### Chương trình mô phỏng Sky Sci-Fi
Mô phỏng với Sky Sci-Fi
- From (26 tháng 7)

### Chương trình mô phỏng Sky Sports
Mô phỏng với Sky Sports
- FA Women's Super League
- Công thức 1
- Live Boxing
- Premier League Live
- Soccer AM
- The Open Championship vòng 3 và 4
- Live NFL Super Bowl
- Nam và Nữ Betfred Super League (2023 Rivals Round)[6]